# Gebroken spiegels
Gebroken spiegels is een Nederlandse film uit 1984 van Marleen Gorris. De film won de publieksprijs op het Nederlands Film Festival in Utrecht en ook op het San Francisco international film festival. De film werd in Nederland uitgebracht door Feministisch Filmkollektief Cinemien. In 2023 is de film gerestaureerd door Eye Filmmuseum.

## Verhaal
Diane, een vrouw met een ongelukkig verleden komt werken als prostituee in Happy house, een bordeel waar snelle zaken worden gedaan. In het begin gaat het goed, maar al snel merkt Diane dat collega Dora bedreigd wordt, evenals andere dames. Als dan ook een van hen daadwerkelijk in elkaar wordt geslagen, is de maat vol. Parallel in het verhaal is, dat de huisvrouw Bea ontvoerd wordt door een psychopaat die haar aan een bed vastmaakt. Haar langzame aftakeling wordt in beeld gebracht.
De psychopaat is een bezoeker van het bordeel.

## Bijzonderheid
De film is bijzonder in het feit dat Bromet filters gebruikt bij het filmen van scènes en daarmee de stemming van datgene wat gefilmd wordt helpt bepalen.
De film is voor een deel op locatie in Amsterdam gefilmd.

## Rolverdeling
| Acteur            | Personage |
| ----------------- | --------- |
| Lineke Rijxman    | Diane     |
| Henriëtte Tol     | Dora      |
| Edda Barends      | Bea       |
| Coby Stunnenberg  | Ellen     |
| Carla Hardy       | Irma      |
| Marijke Veugelers | Francine  |
| Arline Renfurm    | Tessa     |
| Anke van 't Hof   | Linda     |
| Hedda Oledzksy    | Jackie    |